# تصویرسازی

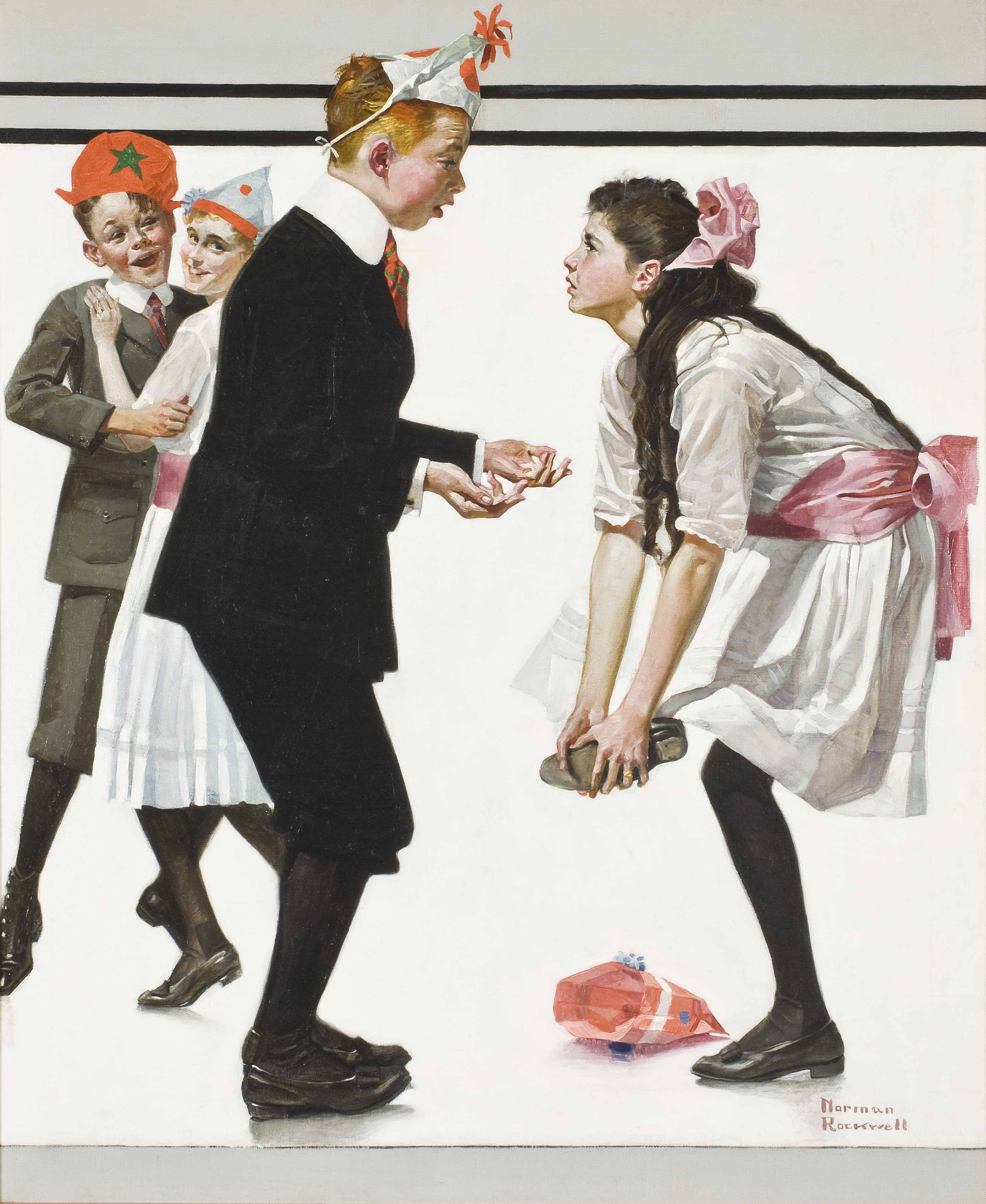
منو ببخش، اثر نورمن راکول، برای جلد مجله Saturday Evening Post

مصورسازی یا تصویرسازی یا تصویرگری یکی از زیرشاخه‌های هنرهای تجسمی است و به نوعی از اثر خلاقانهٔ تصویری گفته می‌شود که القاکنندهٔ تجسمی یک مفهوم یا روایت با فرم بصری است. این مفهوم و روایت می‌تواند داستان، شعر، مقاله‌ای در روزنامه و کتاب و حتی تبلیغات تجاری، سرگرمی‌ها و اشکال و فرم‌های روی کالاها و لباس‌ها باشد.

## تصویرگری
تصویرگری، نقاشی روایی است. راوی مجسّمِ متن؛ همراه یا بدون متن کاربرد دارد، و می‌تواند دنباله‌دار، یا تک فریم باشد. تفاوت اصلی تصویرگری با نقاشی، هدفمند بودن آن برای کاربرد مشخص، در نظر گرفتن مخاطب و سفارش‌دهنده است و از این نظر مشابهات بسیاری با طراحی گرافیک دارد. از انواع تصویرگری می‌توان: نقاشی‌های داخل کتاب‌های کودک و روی جلد کتاب‌های بزرگسال (و گاه داخلی برای متن- که در ایران، تصویرگری برای متن بزرگسال کمتر رایج است)، تصویرسازی علمی، نقاشی‌های روی پوسترهای تبلیغاتی و اقلام تجاری، داستان‌های مصور (کمیک استریپ)، و طراحی‌ها و نقاشی‌های داخل مجلات و روزنامه‌ها را نام برد.

## ویژگی‌های مهم تصویرسازی
- بیان بصری مفاهیم: تصویرسازی به جای استفاده از کلمات، از تصاویر برای انتقال پیام استفاده می‌کند.
- تلفیق خلاقیت و تکنیک: تصویرسازان با استفاده از مهارت‌های طراحی، رنگ‌آمیزی و ترکیب‌بندی به خلق آثار هنری می‌پردازند.
- کاربرد گسترده: از تصویرسازی در کتاب‌های کودک، جلد کتاب، تبلیغات، بازی‌های ویدئویی، انیمیشن و… استفاده می‌شود.
واگیره
دراصل یک قسمت از یک طرح بزرگ است نمونه این تکرارها درنقوش سفال‌های دوره‌های اولیه آشکاراست. در دوره هخامنشی به نقش برجسته‌های تخت جمشید با نقش سربازها با شمایلی یکسان که در واقع تکرار یک نقش است برخورد می‌کنیم. این نقوش می‌تواند انسان حیوان گیاه ویا عنصر سمبولیک باشد.
در تصویرسازی‌های ایرانی بخصوص تذهیب تکرار نقش مایه بسیار استفاده شده اگر این تکرار مستقیم باشد واگیره انتقالی و اگر به صورت قرینه باشد واگیره متقارن نامیده می‌شود.
نقش مایه
نقش مایه یا موتیف‌های ایرانی اساس طراحی ونقش نگارها در نگارگری ایرانی است که درآن‌ها از گل‌ها غنچه برگ‌های درختان حیوانات الهام گرفته شده‌است. در دوره هخامنشی ما نوعی ترکیب نمادهای متفاوت از حیوانات متفاوت دریک موجود هستیم

## پیگمنت یا رنگدانه
پودرهای رنگی که درطبیعت یافت می‌شود و به شکل رنگ‌های جسمی استفاده می‌شود. رنگ‌های روحی (جوهرهای رنگی) که بیشتر منشأ گیاهی دارندمانند پودرهای رنگی نیازبه چسب یا صمغ ندارند مانند:رنگ پوست گردو
رنگ‌های مورد استفاده درقدیم دودسته :رنگ‌های جسمی و روحی تقسیم می‌شوند رنگ‌های جسمی منشأ رسوبی دارند و حالتی تخت و پوشاننده دارند مثل لاجورداخرا رنگ‌های روحی بیشتر منشأ گیاهی دارند و حالت شفاف دارند مثل رنگ قهوه‌ای از پوست گردو. درنگارگری ایرانی اغلب رنگ‌های جسمی به عنوان ته رنگ و زمینه استفاده می‌شود در حالی که رنگ‌های روحی برای قلم‌گیری و ساخت وساز استفاده می‌شود.

## تذهیب
تذهیب را می‌توان مجموعه‌ای از نقش‌های بدیع ازختایی واسلیمی دانست که نقاشان برای زیبایی کتاب‌های مذهبی علمی تاریخی … به کار می‌روند. بنیاد تذهیب‌ها خطوط منحنی خصوصاً اسپیرال هاست. گل‌های اسلیمی یا ختایی بر روی این محورهای منحنی قرار می‌گیرد
تشعیر
به طراحی حیوانات درحالت گرفت و گیر که‌درحاشیه کتاب همراه با مناظر گل و برگ سنگطراحی می‌شده گفته می‌شود تشعیر گاهی به صورت سیاه قلم همراه با کمی پرداز و یا بر روی رنگ‌های تیره با رنگ طلایی انجام می‌شود.
تکنیک انگ
زمانی که ابتدا طراحی تشعیر را انجام دهند داخل طرح انجام شده را رنگی کم مایه می‌زنند و بعد اطراف آن را قلم‌گیری طلایی می‌کنند

## تصویرگری ادبیات کودکان

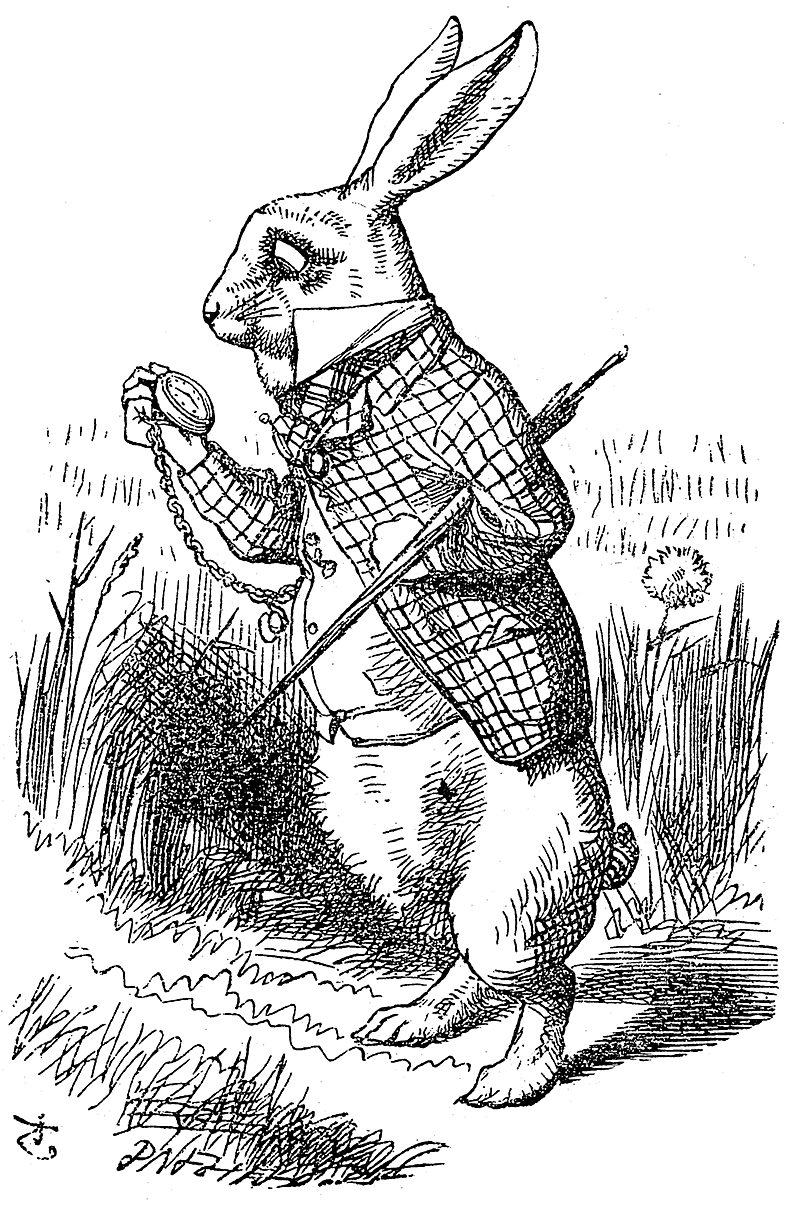
تصویری از کتاب آلیس در سرزمین عجایب اثر جان تنیل

به تصویر‌دار کردن متن‌های ادبیات کودکان یا بزرگسالان (همراه متن یا بدون متن) تصویرسازی ادبیات کودکان یا بزرگسالان گفته می‌شود.
کتاب‌های کودکان بدون تصویرگری فاقد ارزش‌اند؛ که به تخیل نویسنده متن حالتی تجسمی بدهند و کودک بتواند بهتر و عمیق‌تر و با لذت بیشتری با متن ارتباط برقرار کند. گاهی تصویرگران روایت‌هایی را تصویر می‌کنند که متن آن‌ها پشت تصویرها پنهان است و در حقیقت نوشته‌ای تصویر را همراهی نمی‌کند، اما کودکان می‌توانند با دنبال کردن تصویرها روند پیشرفت داستان را درک کنند و معنای آن را بفهمند و از آن لذت ببرند. تصویرگران ادبیات کودکان می‌توانند خود نویسنده متن باشند یا متن دیگران را تصویر کنند. تصویرگری ادبیات کودکان از سبک‌ها و شیوه‌های گوناگون برای بازنمایی روایت‌های پنهان یا آشکار استفاده می‌کنند. این سبک‌ها یا برگرفته از سبک‌های برجسته در تاریخ نقاشی است یا این که آفریده کوشش‌های خود تصویرگران است. سبک‌های آبرنگ با برجسته نمایی فیگورهای شخصیتی و استفاده از رنگ‌های تندو گرم یکی از روش‌های رایج در تصویرگری کتاب‌های کودکان است که آن‌ها را جذب می‌کند. همچنین کلاژ تکنیک دیگری است که تصویرگران به فراوانی از آن بهره می‌برند.

## انجمن فرهنگی هنری تصویرگران ایرانی
انجمن فرهنگی هنری تصویرگران ایرانی، تنها انجمن معتبر تصویرگران ایران است که از سال ۱۳۸۲ اعلام موجودیت نموده‌است.